# Michael Ryan (Footballfunktionär)
Michael „Mike“ Ryan ist ein australischer American-Football-Funktionär. Er ist derzeit Präsident von IFAF Oceania und in einer Führungsposition beim Weltverband International Federation of American Football (IFAF).

## Karriere
Ryan war von 2001 bis 2012 Vorstandsvorsitzender von Gridiron Australia, dem nationalen American-Football-Verband Australiens. Er nahm nach seinem Rücktritt von dieser Position den Posten des Commissioners an. Am 7. Juni 2012 wurde er nach der Gründung des Kontinentalverbandes IFAF Oceania zum ersten Präsidenten gewählt. Im Januar 2014 wurde er zum Managing Director des IFAFs gewählt. Im Februar 2015 wurde er in dieser Position von Andy Fuller abgelöst, da Ryan andere Positionen in der IFAF übernahm.